# Società Sportiva Lazio 2020-2021
Questa voce raccoglie le informazioni riguardanti la Società Sportiva Lazio nelle competizioni ufficiali della stagione 2020-2021.

## Stagione
La stagione 2020-2021 della Lazio (la 78ª in Serie A) inizia il 26 settembre 2020 con la vittoria sul Cagliari alla Sardegna Arena per 0-2. Il 20 ottobre 2020 i biancocelesti tornano dopo 13 anni a giocare nella fase a gironi di UEFA Champions League, vincendo per 3-1 contro i tedeschi del Borussia Dortmund.. Il girone si conclude con il pareggio per 2-2 in casa contro il Club Bruges che permette alla squadra la qualificazione agli ottavi di finale dopo 20 anni dall'ultima volta, rimanendo imbattuta nel girone (2 vittorie e 4 pareggi) e qualificandosi come seconda alle spalle del Borussia. In campionato una serie di risultati altalenanti, dovuti anche a diverse assenze di calciatori risultati positivi al COVID-19, portano la squadra a concludere l'anno solare all'ottavo posto.
Il 2021 però inizia con un pareggio per 1-1 sul campo del Genoa a cui fanno seguito sei vittorie consecutive in campionato, tra cui il derby contro la Roma, vinto per 3 a 0 e lo scontro diretto contro l'Atalanta per 3 a 1, che rilanciano i biancocelesti per la lotta al quarto posto. La sesta vittoria arriva il 7 febbraio, contro il Cagliari per 1-0. Il debutto stagionale in Coppa Italia arriva il 21 gennaio contro il Parma, con una vittoria per 2-1; il 27 gennaio successivo la Lazio esce però dalla coppa perdendo 3-2 nel quarto di finale contro l'Atalanta.. La striscia di imbattibilità in campionato si conclude il 14 febbraio, con la sconfitta in casa dell'Inter per 3-1. In campo europeo il sorteggio degli gli ottavi di finale di Champions League riserva per la Lazio i campioni d'Europa e del mondo del Bayern Monaco, che decretano l'uscita dei biancocelesti dalla competizione vincendo per 1-4 nella partita di andata, e 2-1 in quella di ritorno.
Dopo altre 5 vittorie consecutive, tra cui lo scontro diretto con il Milan, vinto per 3-0, arriva la sconfitta con il Napoli, che complica la corsa per la Champions, chiusa definitivamente con due turni di anticipo. La squadra conclude poi il campionato al 6º posto, entrando nella fase a gironi di UEFA Europa League.

## Divise e sponsor
Lo sponsor ufficiale per la stagione 2020-2021 non è previsto, ad eccezione di Lazio-Napoli del 20 dicembre 2020, dove è World Food Programme, Lazio-Benevento del 18 aprile 2021, dove è Contrader, e Roma-Lazio del 15 maggio 2021, dove è Paideia. Come sleeve sponsor è confermato Frecciarossa, mentre dalla 32ª giornata di campionato è presente come back shirt sponsor Contrader.
| Casa | Trasferta | Terza maglia | UEFA Champions League |

## Organigramma societario
Dal sito internet ufficiale della società.
Area direttiva
Consiglio di gestione
- Presidente: Claudio Lotito
- Consigliere: Marco Moschini

Consiglio di sorveglianza
- Presidente: Alberto Incollingo
- Vicepresidente: Mario Cicala
- Consiglieri: Fabio Bassan, Vincenzo Sanguigni, Monica Squintu, Silvia Venturini

Area organizzativa
- Direttore Sportivo: Igli Tare
- Club Manager: Angelo Peruzzi
- Segretario Generale: Armando Antonio Calveri
- Direzione Amm.va e Controllo di Gestione / Investor Relator: Marco Cavaliere
- Direzione Legale e Contenziosi: Francesca Miele
- Direzione Organizzativa Centro Sportivo di Formello, Uffici, Country Club, Stadio: Giovanni Russo
- S.L.O. / Supporter Liaison Officer: Giampiero Angelici
- D.A.O. / Disability Access Officer: Giampiero Angelici
- Delegato Sicurezza Stadio/R.S.P.P.: Sergio Pinata
- Responsabile Biglietteria: Angelo Cragnotti
- Direzione Settore Giovanile: Mauro Bianchessi
- Segretario Settore Giovanile: Giuseppe Lupo

Area marketing
- Coordinatore Marketing, Sponsorizzazioni ed Eventi: Marco Canigiani
- Area Marketing: Massimiliano Burali d'Arezzo, Laura Silvia Zaccheo
- Area Licensing e Retail: Valerio D'Attilia

Area comunicazione
- Responsabile della Comunicazione: Arturo Diaconale †[12][13] poi Roberto Rao
- Direttore Ufficio Stampa, Canale Tematico, Radio, Rivista e Area Digitale: Stefano De Martino

Area tecnica
- Allenatore: Simone Inzaghi
- Allenatore in seconda: Massimiliano Farris
- Analista: Enrico Allavena
- Preparatore dei portieri: Adalberto Grigioni
- Preparatore atletico: Fabio Ripert
- Collaboratori preparatore atletico: Adriano Bianchini, Alessandro Fonte, Claudio Spicciariello
- Team Manager: Stefan Derkum
- Collaboratori tecnici: Mario Cecchi, Ferruccio Cerasaro, Riccardo Rocchini
- Collaboratore preparatore dei portieri: Gianluca Zappalà
- Magazzinieri: Mauro Patrizi, Stefano Delle Grotti, Walter Pela

Area sanitaria
- Direttore sanitario: dott. Ivo Pulcini
- Coordinatore area medica: dott. Fabio Rodia
- Medico sociale: dott. Francesco Colautti
- Coordinatore fisioterapisti: Alessandro Gatta
- Fisioterapisti: Marco Di Salvo, Christian Marsella, Daniele Misseri, Silvio Rossi, Gianni Scappini, Luca Zampa
- Recupero infortunati: Giuseppe Malizia
- Osteopata: dott. Maurizio Brecevich

## Rosa
Rosa e numerazione sono aggiornate al 23 maggio 2021.
| N. |                                 | Ruolo | Calciatore                   |
| -- | ------------------------------- | ----- | ---------------------------- |
| 1  | Albania (bandiera)              | P     | Thomas Strakosha             |
| 3  | Brasile (bandiera)              | D     | Luiz Felipe                  |
| 4  | Spagna (bandiera)               | D     | Patric                       |
| 5  | Belgio (bandiera)               | D     | Jordan Lukaku                |
| 6  | Brasile (bandiera)              | C     | Lucas Leiva                  |
| 7  | Brasile (bandiera)              | C     | Andreas Pereira              |
| 8  | Paesi Bassi (bandiera)          | C     | Djavan Anderson              |
| 10 | Spagna (bandiera)               | C     | Luis Alberto                 |
| 11 | Argentina (bandiera)            | A     | Joaquín Correa               |
| 13 | Italia (bandiera)               | D     | Nicolò Armini                |
| 14 | Paesi Bassi (bandiera)          | D     | Wesley Hoedt                 |
| 15 | Angola (bandiera)               | D     | Bastos                       |
| 16 | Italia (bandiera)               | C     | Marco Parolo (vice-capitano) |
| 17 | Italia (bandiera)               | A     | Ciro Immobile                |
| 18 | Argentina (bandiera)            | C     | Gonzalo Escalante            |
| 19 | Bosnia ed Erzegovina (bandiera) | C     | Senad Lulić (capitano)       |
| 20 | Ecuador (bandiera)              | A     | Felipe Caicedo               |
| 21 | Serbia (bandiera)               | C     | Sergej Milinković-Savić      |

| N. |                           | Ruolo | Calciatore             |
| -- | ------------------------- | ----- | ---------------------- |
| 25 | Spagna (bandiera)         | P     | Pepe Reina             |
| 26 | Romania (bandiera)        | D     | Ștefan Radu            |
| 29 | Italia (bandiera)         | C     | Manuel Lazzari         |
| 32 | Italia (bandiera)         | C     | Danilo Cataldi         |
| 33 | Italia (bandiera)         | D     | Francesco Acerbi       |
| 34 | Paesi Bassi (bandiera)    | A     | Bobby Adekanye         |
| 37 | Argentina (bandiera)      | D     | Mateo Musacchio        |
| 50 | Italia (bandiera)         | C     | Marco Bertini          |
| 53 | Polonia (bandiera)        | C     | Szymon Czyż            |
| 65 | Spagna (bandiera)         | A     | Raúl Moro              |
| 71 | Albania (bandiera)        | P     | Marco Alia             |
| 77 | Montenegro (bandiera)     | D     | Adam Marušić           |
| 80 | Marocco (bandiera)        | C     | Sofian Kiyine          |
| 92 | Costa d'Avorio (bandiera) | C     | Jean-Daniel Akpa-Akpro |
| 93 | Slovacchia (bandiera)     | D     | Denis Vavro            |
| 94 | Kosovo (bandiera)         | A     | Vedat Muriqi           |
| 96 | Algeria (bandiera)        | C     | Mohamed Fares          |

## Calciomercato

### Trasferimenti precedenti alla sessione estiva(dall'1/7 al 31/8)
A causa dello slittamento della stagione 2019-2020 per la pandemia da Covid-19, alcuni trasferimenti (contratti scaduti il 30 giugno 2020 e quindi non prorogati al 31 agosto 2020 per mancata sottoscrizione di apposito modulo federale tra le società interessate come da linee guida della FIGC vista la straordinarietà originata dall'emergenza, fine prestiti a/da serie minori e a/da alcuni campionati esteri, ecc.) sono stati effettuati ed ufficializzati a stagione precedente ancora in corso e/o comunque prima della sessione estiva 1/9-5/10, ma sono validi per la stagione 2020-2021.
| Acquisti         | Acquisti            | Acquisti           | Acquisti         |
| R.               | Nome                | da                 | Modalità         |
| Altre operazioni | Altre operazioni    | Altre operazioni   | Altre operazioni |
| R.               | Nome                | da                 | Modalità         |
| ---------------- | ------------------- | ------------------ | ---------------- |
| P                | Marius Adamonis     | Sicula Leonzio     | fine prestito    |
| P                | Ivan Vargić         | Koper              | fine prestito    |
| D                | Riza Durmisi        | Nizza              | fine prestito    |
| D                | Nikolaos Mpaxevanos | Botoșani           | fine prestito    |
| D                | Wallace             | Braga              | fine prestito    |
| C                | Madiu Bari          | Dornbirn           | fine prestito    |
| C                | Valon Berisha       | Fortuna Düsseldorf | fine prestito    |
| C                | Davide Di Gennaro   | Juve Stabia        | fine prestito    |
| C                | Abukar Mohamed      | Karpaty            | fine prestito    |
| C                | Biagio Morrone      | Rieti              | fine prestito    |
| A                | Alessandro Rossi    | Juve Stabia        | fine prestito    |

| Cessioni         | Cessioni            | Cessioni         | Cessioni                                            |
| R.               | Nome                | a                | Modalità                                            |
| Altre operazioni | Altre operazioni    | Altre operazioni | Altre operazioni                                    |
| R.               | Nome                | a                | Modalità                                            |
| ---------------- | ------------------- | ---------------- | --------------------------------------------------- |
| P                | Ivan Vargić         | -                | svincolato                                          |
| D                | Nikolaos Mpaxevanos | Politehnica Iași | prestito                                            |
| C                | Valon Berisha       | Stade Reims      | definitivo (4,3 milioni € + 1,7 milioni € di bonus) |
| A                | Ricardo Kishna      | -                | svincolato                                          |
| A                | Alessandro Rossi    | Viterbese        | prestito                                            |

### Sessione estiva(dall'1/9 al 5/10)
| Acquisti         | Acquisti               | Acquisti       | Acquisti                                             |
| R.               | Nome                   | da             | Modalità                                             |
| ---------------- | ---------------------- | -------------- | ---------------------------------------------------- |
| P                | Pepe Reina             | Milan          | definitivo (gratuito)                                |
| D                | Wesley Hoedt           | Southampton    | prestito con diritto di riscatto (5 milioni €)       |
| C                | Jean-Daniel Akpa-Akpro | Salernitana    | definitivo (12,7 milioni €)                          |
| C                | Gonzalo Escalante      | -              | svincolato                                           |
| C                | Mohamed Fares          | SPAL           | definitivo (8 milioni € + 2 milioni € di bonus)      |
| C                | Sofian Kiyine          | Salernitana    | fine prestito                                        |
| C                | Andreas Pereira        | Manchester Utd | prestito                                             |
| A                | Vedat Muriqi           | Fenerbahçe     | definitivo (17,5 milioni € + 2,5 milioni € di bonus) |
| Altre operazioni |                        |                |                                                      |
| R.               | Nome                   | da             | Modalità                                             |
| D                | Tiago Casasola         | Cosenza        | fine prestito                                        |
| D                | Andreas Karō           | Salernitana    | fine prestito                                        |
| D                | Salvatore Simone Pino  | Catania        | prestito                                             |
| C                | Milan Badelj           | Fiorentina     | fine prestito                                        |
| C                | Emanuele Cicerelli     | Salernitana    | fine prestito                                        |
| C                | Patryk Dziczek         | Salernitana    | fine prestito                                        |
| C                | Fabio Maistro          | Salernitana    | fine prestito                                        |
| A                | Cedric Gondo           | Salernitana    | fine prestito                                        |
| A                | Cristiano Lombardi     | Salernitana    | fine prestito                                        |
| A                | Simone Palombi         | Cremonese      | fine prestito                                        |

| Cessioni         | Cessioni           | Cessioni         | Cessioni                                       |
| R.               | Nome               | a                | Modalità                                       |
| ---------------- | ------------------ | ---------------- | ---------------------------------------------- |
| P                | Guido Guerrieri    | Salernitana      | definitivo (gratuito)                          |
| D                | Jordan Lukaku      | Anversa          | prestito con diritto di riscatto (3 milioni €) |
| C                | André Anderson     | Salernitana      | prestito                                       |
| C                | Jony               | Osasuna          | prestito con diritto di riscatto (5 milioni €) |
| A                | Bobby Adekanye     | Cadice           | prestito                                       |
| Altre operazioni |                    |                  |                                                |
| R.               | Nome               | a                | Modalità                                       |
| P                | Marius Adamonis    | Salernitana      | prestito                                       |
| D                | Tiago Casasola     | Salernitana      | prestito                                       |
| D                | Luca Falbo         | Viterbese        | prestito                                       |
| D                | Sergio Kalaj       | Grosseto         | prestito                                       |
| D                | Andreas Karō       | Salernitana      | rinnovo del prestito                           |
| D                | Wallace            | Yeni Malatyaspor | definitivo (gratuito)                          |
| C                | Milan Badelj       | Genoa            | definitivo (1,9 milioni €)                     |
| C                | Emanuele Cicerelli | Salernitana      | rinnovo del prestito                           |
| C                | Patryk Dziczek     | Salernitana      | rinnovo del prestito                           |
| C                | Fabio Maistro      | Pescara          | prestito                                       |
| C                | Biagio Morrone     | Foggia           | prestito                                       |
| A                | Cedric Gondo       | Salernitana      | rinnovo del prestito                           |
| A                | Cristiano Lombardi | Salernitana      | rinnovo del prestito                           |
| A                | Simone Palombi     | Pisa             | prestito con diritto di riscatto               |

### Operazioni esterne alle sessioni
| Cessioni         | Cessioni  | Cessioni     | Cessioni               |
| R.               | Nome      | a            | Modalità               |
| ---------------- | --------- | ------------ | ---------------------- |
| D                | Bastos    | Al-Ain Saudi | definitivo (800.000 €) |
| Altre operazioni |           |              |                        |
| R.               | Nome      | a            | Modalità               |
| C                | Dean Lico | Ascoli       | definitivo             |

### Sessione invernale(dal 4/1 all'1/2)
| Acquisti         | Acquisti        | Acquisti         | Acquisti              |
| R.               | Nome            | da               | Modalità              |
| ---------------- | --------------- | ---------------- | --------------------- |
| D                | Mateo Musacchio | Milan            | definitivo (gratuito) |
| Altre operazioni |                 |                  |                       |
| R.               | Nome            | da               | Modalità              |
| D                | Andreas Karō    | Salernitana      | fine prestito         |
| C                | Joseph Minala   | Qingdao Huanghai | fine prestito         |
| A                | Bobby Adekanye  | Cadice           | fine prestito         |

| Cessioni         | Cessioni          | Cessioni     | Cessioni                              |
| R.               | Nome              | a            | Modalità                              |
| ---------------- | ----------------- | ------------ | ------------------------------------- |
| P                | Silvio Proto      | -            | risoluzione consensuale-fine carriera |
| D                | Denis Vavro       | Huesca       | prestito                              |
| C                | Sofian Kiyine     | Salernitana  | prestito                              |
| Altre operazioni |                   |              |                                       |
| R.               | Nome              | a            | Modalità                              |
| D                | Riza Durmisi      | Salernitana  | prestito                              |
| D                | Andreas Karō      | Marítimo     | definitivo                            |
| C                | Madiu Bari        | Rio Ave      | definitivo                            |
| C                | Davide Di Gennaro | Cesena       | definitivo                            |
| A                | Bobby Adekanye    | ADO Den Haag | prestito                              |

## Risultati

### Serie A

#### Girone di andata
| Arbitro: | Maresca (Napoli) |

|             |           |                                        |
| Caicedo 57’ | Marcatori | 10’ Gosens 32’ Hateboer 41’, 61’ Gómez |

| Arbitro: | Massa (Imperia) |

|  |           |                         |
|  | Marcatori | 4’ Lazzari 74’ Immobile |

| Arbitro: | Guida (Torre Annunziata) |

|                      |           |              |
| Milinković-Savić 55’ | Marcatori | 30’ Martínez |

| Arbitro: | Orsato (Schio) |

|                                            |           |  |
| Quagliarella 32’ Augello 41’ Damsgaard 74’ | Marcatori |  |

| Arbitro: | Irrati (Pistoia) |

|                               |           |                    |
| Luis Alberto 54’ Immobile 76’ | Marcatori | 90+1’ De Silvestri |

| Arbitro: | Chiffi (Padova) |

|                                         |           |                                                                      |
| Bremer 19’ Belotti 24’ (rig.) Lukić 87’ | Marcatori | 15’ Pereira 49’ Milinković-Savić 90+5’ (rig.) Immobile 90+8’ Caicedo |

| Arbitro: | Massa (Imperia) |

|               |           |             |
| Caicedo 90+5’ | Marcatori | 15’ Ronaldo |

| Arbitro: | Sacchi (Macerata) |

|  |           |                         |
|  | Marcatori | 21’ Immobile 58’ Correa |

| Arbitro: | Aureliano (Bologna) |

|                     |           |                                          |
| Immobile 74’ (rig.) | Marcatori | 18’ Arslan 45+3’ Pussetto 71’ Forestieri |

| Arbitro: | Chiffi (Padova) |

|           |           |                                   |
| Nzola 64’ | Marcatori | 15’ Immobile 33’ Milinković-Savić |

| Arbitro: | Abisso (Palermo) |

|             |           |                               |
| Caicedo 56’ | Marcatori | 45’ (aut.) Lazzari 67’ Tameze |

| Arbitro: | Pairetto (Nichelino) |

|                   |           |              |
| Schiattarella 45’ | Marcatori | 25’ Immobile |

| Arbitro: | Orsato (Schio) |

|                              |           |  |
| Immobile 9’ Luis Alberto 56’ | Marcatori |  |

| Arbitro: | Di Bello (Brindisi) |

|                                                 |           |                               |
| Rebić 10’ Çalhanoğlu 17’ (rig.) Hernández 90+2’ | Marcatori | 28’ Luis Alberto 59’ Immobile |

| Arbitro: | Calvarese (Teramo) |

|            |           |                     |
| Destro 58’ | Marcatori | 15’ (rig.) Immobile |

| Arbitro: | Abisso (Palermo) |

|                         |           |                     |
| Caicedo 6’ Immobile 75’ | Marcatori | 88’ (rig.) Vlahović |

| Arbitro: | Pairetto (Nichelino) |

|  |           |                              |
|  | Marcatori | 55’ Luis Alberto 67’ Caicedo |

| Arbitro: | Orsato (Schio) |

|                                    |           |  |
| Immobile 14’ Luis Alberto 23’, 67’ | Marcatori |  |

| Arbitro: | Giua (Olbia) |

|                                   |           |           |
| Milinković-Savić 25’ Immobile 71’ | Marcatori | 6’ Caputo |

#### Girone di ritorno
| Arbitro: | Chiffi (Padova) |

|             |           |                                  |
| Pašalić 79’ | Marcatori | 3’ Marušić 51’ Correa 82’ Muriqi |

| Arbitro: | Irrati (Pistoia) |

|              |           |  |
| Immobile 61’ | Marcatori |  |

| Arbitro: | Fabbri (Ravenna) |

|                                     |           |                      |
| Lukaku 22’ (rig.), 45’ Martínez 64’ | Marcatori | 61’ Milinković-Savić |

| Arbitro: | Massa (Imperia) |

|                  |           |  |
| Luis Alberto 24’ | Marcatori |  |

| Arbitro: | Giacomelli (Trieste) |

|                       |           |  |
| Mbaye 19’ Sansone 64’ | Marcatori |  |

| Roma 18 maggio 2021, ore 20:30 CEST 25ª giornata | Lazio            | 0 – 0 referto | Torino | Stadio Olimpico (0 spett.)\| Arbitro: \| Fabbri (Ravenna) \| |
| Arbitro:                                         | Fabbri (Ravenna) |               |        |                                                              |

| Arbitro: | Massa (Imperia) |

|                                   |           |            |
| Rabiot 39’ Morata 57’, 60’ (rig.) | Marcatori | 14’ Correa |

| Arbitro: | Rapuano (Rimini) |

|                                                   |           |                      |
| Milinković-Savić 14’ Luis Alberto 39’ Caicedo 84’ | Marcatori | 29’, 50’ (rig.) Simy |

| Arbitro: | Maresca (Napoli) |

|  |           |             |
|  | Marcatori | 37’ Marušić |

| Arbitro: | Giua (Olbia) |

|                                |           |           |
| Lazzari 56’ Caicedo 88’ (rig.) | Marcatori | 73’ Verde |

| Arbitro: | Chiffi (Padova) |

|  |           |                        |
|  | Marcatori | 90+2’ Milinković-Savić |

| Arbitro: | Ghersini (Genova) |

|                                                                             |           |                                      |
| Depaoli 10’ (aut.) Immobile 20’, 90+6’ Correa 36’ (rig.) Montipò 48’ (aut.) | Marcatori | 45’ Sau 62’ (rig.) N. Viola 85’ Glik |

| Arbitro: | Di Bello (Brindisi) |

|                                                                |           |                                   |
| L. Insigne 7’ (rig.), 53’ Politano 12’ Mertens 65’ Osimhen 80’ | Marcatori | 70’ Immobile 74’ Milinković-Savić |

| Arbitro: | Orsato (Schio) |

|                             |           |  |
| Correa 2’, 51’ Immobile 87’ | Marcatori |  |

| Arbitro: | Giacomelli (Trieste) |

|                                                      |           |                                                       |
| Correa 30’, 56’ Immobile 43’ (rig.) Luis Alberto 48’ | Marcatori | 47’ (aut.) Marušić 80’ (rig.) Scamacca 81’ Shomurodov |

| Arbitro: | Maresca (Napoli) |

|                   |           |  |
| Vlahović 32’, 89’ | Marcatori |  |

| Arbitro: | Dionisi (L'Aquila) |

|                |           |  |
| Immobile 90+5’ | Marcatori |  |

| Arbitro: | Pairetto (Nichelino) |

|                          |           |  |
| Mkhitaryan 42’ Pedro 78’ | Marcatori |  |

| Arbitro: | Prontera (Bologna) |

|                                      |           |  |
| Kyriakopoulos 10’ Berardi 78’ (rig.) | Marcatori |  |

### Coppa Italia
| Arbitro: | Ayroldi (Molfetta) |

|                               |           |             |
| Parolo 23’ Colombi 90’ (aut.) | Marcatori | 83’ Mihăilă |

| Arbitro: | Pairetto (Nichelino) |

|                                           |           |                       |
| Djimsiti 7’ Malinovs'kyj 37’ Mirančuk 57’ | Marcatori | 17’ Muriqi 34’ Acerbi |

### UEFA Champions League

#### Fase a gironi
| Arbitro: | Turpin |

|                                            |           |             |
| Immobile 6’ Hitz 23’ (aut.) Akpa-Akpro 76’ | Marcatori | 71’ Haaland |

| Arbitro: | Taylor |

|                    |           |            |
| Vanaken 42’ (rig.) | Marcatori | 14’ Correa |

| Arbitro: | Artur Dias |

|             |           |             |
| Erochin 32’ | Marcatori | 82’ Caicedo |

| Arbitro: | Oliver |

|                                    |           |            |
| Immobile 3’, 55’ (rig.) Parolo 22’ | Marcatori | 25’ Dzjuba |

| Arbitro: | Mateu Lahoz |

|               |           |                     |
| Guerreiro 44’ | Marcatori | 67’ (rig.) Immobile |

| Arbitro: | Çakır |

|                                |           |                        |
| Correa 12’ Immobile 27’ (rig.) | Marcatori | 15’ Vormer 76’ Vanaken |

#### Fase a eliminazione diretta
| Arbitro: | Grinfeld |

|            |           |                                                       |
| Correa 49’ | Marcatori | 9’ Lewandowski 24’ Musiala 42’ Sané 47’ (aut.) Acerbi |

| Arbitro: | Kovács |

|                                          |           |            |
| Lewandowski 33’ (rig.) Choupo-Moting 73’ | Marcatori | 82’ Parolo |

## Statistiche
Statistiche aggiornate al 26 maggio 2021.

### Statistiche di squadra
| Competizione     | Punti | In casa | In casa | In casa | In casa | In casa | In casa | In trasferta | In trasferta | In trasferta | In trasferta | In trasferta | In trasferta | Totale | Totale | Totale | Totale | Totale | Totale | DR |
| Competizione     | Punti | G       | V       | N       | P       | Gf      | Gs      | G            | V            | N            | P            | Gf           | Gs           | G      | V      | N      | P      | Gf     | Gs     | DR |
| ---------------- | ----- | ------- | ------- | ------- | ------- | ------- | ------- | ------------ | ------------ | ------------ | ------------ | ------------ | ------------ | ------ | ------ | ------ | ------ | ------ | ------ | -- |
| Serie A          | 68    | 19      | 13      | 3       | 3       | 36      | 23      | 19           | 8            | 2            | 9            | 25           | 32           | 38     | 21     | 5      | 12     | 61     | 55     | +6 |
| Coppa Italia     | -     | 1       | 1       | 0       | 0       | 2       | 1       | 1            | 0            | 0            | 1            | 2            | 3            | 2      | 1      | 0      | 1      | 4      | 4      | 0  |
| Champions League | 10    | 4       | 2       | 1       | 1       | 9       | 8       | 4            | 0            | 3            | 1            | 4            | 5            | 8      | 2      | 4      | 2      | 13     | 13     | 0  |
| Totale           | -     | 24      | 16      | 4       | 4       | 47      | 32      | 24           | 8            | 5            | 11           | 31           | 40           | 48     | 24     | 9      | 15     | 78     | 72     | +6 |

### Andamento in campionato
| Giornata  | 1 | 2 | 3 | 4  | 5  | 6 | 7 | 8 | 9 | 10 | 11 | 12 | 13 | 14 | 15 | 16 | 17 | 18 | 19 | 20 | 21 | 22 | 23 | 24 | 25 | 26 | 27 | 28 | 29 | 30 | 31 | 32 | 33 | 34 | 35 | 36 | 37 | 38 |
| --------- | - | - | - | -- | -- | - | - | - | - | -- | -- | -- | -- | -- | -- | -- | -- | -- | -- | -- | -- | -- | -- | -- | -- | -- | -- | -- | -- | -- | -- | -- | -- | -- | -- | -- | -- | -- |
| Luogo     | C | T | C | T  | C  | T | C | T | C | T  | C  | T  | C  | T  | T  | C  | T  | C  | C  | T  | C  | T  | C  | T  | C  | T  | C  | T  | C  | T  | C  | T  | C  | C  | T  | C  | T  | T  |
| Risultato | P | V | N | P  | V  | V | N | V | P | V  | P  | N  | V  | P  | N  | V  | V  | V  | V  | V  | V  | P  | V  | P  | N  | P  | V  | V  | V  | V  | V  | P  | V  | V  | P  | V  | P  | P  |
| Posizione | 8 | 6 | 9 | 11 | 10 | 9 | 9 | 6 | 8 | 7  | 8  | 8  | 7  | 8  | 9  | 8  | 8  | 7  | 6  | 5  | 4  | 5  | 5  | 6  | 6  | 7  | 7  | 7  | 6  | 6  | 6  | 6  | 6  | 6  | 6  | 6  | 6  | 6  |

Legenda:

Luogo: C = Casa; T = Trasferta. Risultato: V = Vittoria; N = Pareggio; P = Sconfitta.

### Statistiche dei giocatori
Nel conteggio delle reti realizzate si aggiungano due autoreti a favore in campionato.
Sono in corsivo i giocatori che hanno lasciato la società a stagione in corso.
| Giocatore           | Serie A  | Serie A | Serie A     | Serie A    | Coppa Italia | Coppa Italia | Coppa Italia | Coppa Italia | Champions League | Champions League | Champions League | Champions League | Totale   | Totale | Totale      | Totale     |
| Giocatore           | Presenze | Reti    | Ammonizioni | Espulsioni | Presenze     | Reti         | Ammonizioni  | Espulsioni   | Presenze         | Reti             | Ammonizioni      | Espulsioni       | Presenze | Reti   | Ammonizioni | Espulsioni |
| ------------------- | -------- | ------- | ----------- | ---------- | ------------ | ------------ | ------------ | ------------ | ---------------- | ---------------- | ---------------- | ---------------- | -------- | ------ | ----------- | ---------- |
| F. Acerbi           | 32       | 0       | 9           | 1          | 2            | 1            | 0            | 0            | 8                | 0                | 2                | 0                | 42       | 1      | 11          | 1          |
| B. Adekanye         | -        | -       | -           | -          | -            | -            | -            | -            | -                | -                | -                | -                | -        | -      | -           | -          |
| J.D. Akpa-Akpro     | 32       | 0       | 9           | 0          | 2            | 0            | 0            | 0            | 8                | 1                | 2                | 0                | 42       | 1      | 11          | 0          |
| M. Alia             | -        | -       | -           | -          | -            | -            | -            | -            | -                | -                | -                | -                | -        | -      | -           | -          |
| D. Anderson         | 3        | 0       | 0           | 0          | -            | -            | -            | -            | -                | -                | -                | -                | 3        | 0      | 0           | 0          |
| N. Armini           | 1        | 0       | 0           | 0          | -            | -            | -            | -            | -                | -                | -                | -                | 1        | 0      | 0           | 0          |
| Bastos              | 2        | 0       | 0           | 0          | -            | -            | -            | -            | -                | -                | -                | -                | 2        | 0      | 0           | 0          |
| M. Bertini          | 1        | 0       | 0           | 0          | -            | -            | -            | -            | -                | -                | -                | -                | 1        | 0      | 0           | 0          |
| F. Caicedo          | 25       | 8       | 5           | 0          | -            | -            | -            | -            | 5                | 1                | 1                | 0                | 30       | 9      | 6           | 0          |
| D. Cataldi          | 19       | 0       | 4           | 0          | -            | -            | -            | -            | 4                | 0                | 0                | 0                | 23       | 0      | 4           | 0          |
| J. Correa           | 28       | 8       | 3           | 1          | 2            | 0            | 0            | 0            | 8                | 3                | 2                | 0                | 38       | 11     | 5           | 1          |
| S. Czyż             | -        | -       | -           | -          | -            | -            | -            | -            | 1                | 0                | 1                | 0                | 1        | 0      | 1           | 0          |
| G. Escalante        | 24       | 0       | 5           | 0          | 2            | 0            | 1            | 0            | 4                | 0                | 1                | 0                | 30       | 0      | 7           | 0          |
| M. Fares            | 21       | 0       | 5           | 0          | 2            | 0            | 1            | 0            | 6                | 0                | 1                | 0                | 29       | 0      | 7           | 0          |
| W. Hoedt            | 17       | 0       | 6           | 0          | 2            | 0            | 0            | 0            | 7                | 0                | 2                | 0                | 26       | 0      | 8           | 0          |
| C. Immobile         | 35       | 20      | 3           | 1          | 1            | 0            | 0            | 0            | 5                | 5                | 0                | 0                | 41       | 25     | 3           | 1          |
| S. Kiyine           | -        | -       | -           | -          | -            | -            | -            | -            | -                | -                | -                | -                | -        | -      | -           | -          |
| M. Lazzari          | 32       | 2       | 2           | 1          | 2            | 0            | 0            | 0            | 5                | 0                | 0                | 0                | 39       | 2      | 2           | 1          |
| L. Leiva            | 32       | 0       | 10          | 0          | -            | -            | -            | -            | 5                | 0                | 1                | 0                | 37       | 0      | 11          | 0          |
| Luis Alberto        | 34       | 9       | 5           | 0          | -            | -            | -            | -            | 6                | 0                | 2                | 0                | 40       | 9      | 7           | 0          |
| Luiz Felipe         | 14       | 0       | 5           | 0          | -            | -            | -            | -            | 4                | 0                | 0                | 0                | 18       | 0      | 5           | 0          |
| J. Lukaku           | -        | -       | -           | -          | -            | -            | -            | -            | -                | -                | -                | -                | -        | -      | -           | -          |
| S. Lulić            | 16       | 0       | 1           | 0          | 2            | 0            | 0            | 0            | 2                | 0                | 0                | 0                | 20       | 0      | 1           | 0          |
| A. Marušić          | 36       | 2       | 3           | 0          | 2            | 0            | 0            | 0            | 8                | 0                | 2                | 0                | 46       | 2      | 5           | 0          |
| S. Milinković-Savić | 32       | 8       | 4           | 0          | 2            | 0            | 0            | 0            | 7                | 0                | 2                | 0                | 41       | 8      | 6           | 0          |
| R. Moro             | 1        | 0       | 0           | 0          | -            | -            | -            | -            | -                | -                | -                | -                | 1        | 0      | 0           | 0          |
| V. Muriqi           | 27       | 1       | 1           | 0          | 2            | 1            | 0            | 0            | 5                | 0                | 0                | 0                | 34       | 2      | 1           | 0          |
| M. Musacchio        | 4        | 0       | 2           | 0          | -            | -            | -            | -            | 1                | 0                | 0                | 0                | 5        | 0      | 2           | 0          |
| M. Parolo           | 18       | 0       | 5           | 0          | 2            | 1            | 0            | 0            | 5                | 2                | 0                | 0                | 25       | 3      | 5           | 0          |
| Patric              | 25       | 0       | 8           | 0          | 2            | 0            | 1            | 0            | 6                | 0                | 1                | 0                | 33       | 0      | 10          | 0          |
| A. Pereira          | 26       | 1       | 7           | 1          | 2            | 0            | 0            | 0            | 5                | 0                | 0                | 0                | 33       | 1      | 7           | 1          |
| Ș. Radu             | 31       | 0       | 2           | 0          | -            | -            | -            | -            | 2                | 0                | 1                | 0                | 33       | 0      | 3           | 0          |
| P. Reina            | 29       | -41     | 1           | 0          | 1            | -3           | 0            | 0            | 7                | -12              | 1                | 0                | 37       | -56    | 2           | 0          |
| T. Strakosha        | 9        | -14     | 1           | 0          | 1            | -1           | 0            | 0            | 1                | -1               | 1                | 0                | 11       | -16    | 2           | 0          |
| D. Vavro            | 1        | 0       | 0           | 0          | 1            | 0            | 0            | 0            | -                | -                | -                | -                | 2        | 0      | 0           | 0          |